# Carl Charlier
Carl Vilhelm Ludwig Charlier (Östersund, 1º aprile 1862 – Lund, 5 novembre 1934) è stato un astronomo svedese.
Laureatosi all'Università di Uppsala nel 1887, ha cominciato poi a lavorare all'Osservatorio di Stoccolma. Dal 1897 fu professore di astronomia all'università di Lund e direttore del locale osservatorio astronomico.
Ha condotto estesi studi statistici sulle stelle delle Via Lattea, studiandone la posizione ed i movimenti cercando di sviluppare, dai dati ottenuti, un modello della nostra galassia.

## Onorificenze
- Medaglia James Craig Watson (1924)
- Medaglia Bruce (1933)